# 克拉涅茨
克拉涅茨是克羅地亞的城鎮，位於該國西北部，毗鄰與斯洛文尼亞接壤的邊境，由克拉皮納-扎戈列縣負責管轄，面積26平方公里，該鎮在1929至1991年期間由南斯拉夫負責管治，2011年人口2,915。

## 外部連結
- Klanjec official site